# LRT Lituanica
LRT Lituanica ist ein Auslandssender der litauischen halbstaatlichen Rundfunkgesellschaft Lietuvos nacionalinis radijas ir televizija (LRT). Programmschwerpunkte sind Nachrichten, Kultur, investigativer Journalismus, Talkshows, Unterhaltung und Kinderfernsehen. Das Programm wird ausschließlich in litauischer Sprache verbreitet.

Logo von 2007 bis 2012

LRT Lituanica kann in Europa und Amerika empfangen werden, es wird aber auch ein Livestream auf der Internetseite von LRT angeboten. LRT hat sich zum Ziel gesetzt, mit ihrem Auslandskanal vor allem litauische Emigranten auf der ganzen Welt über die Geschehnisse in Litauen und Europa zu informieren. Bis Juli 2012 hieß der Sender LTV World.